# Tibor Diamantstein

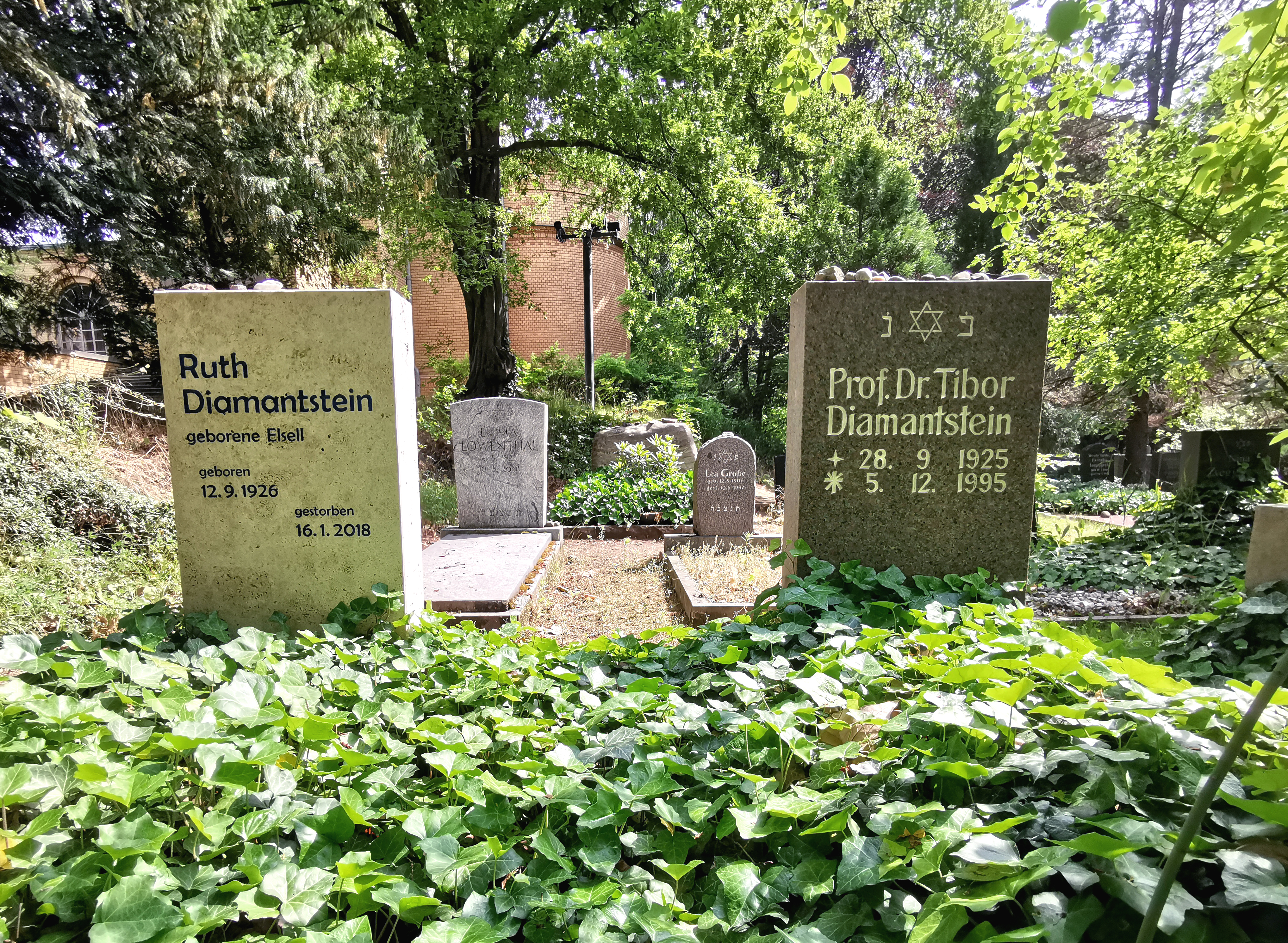
Grab auf dem Jüdischen Friedhof Berlin-Weißensee, Feld Z 1

Tibor Diamantstein (* 28. September 1925 in Neumarkt am Mieresch, Siebenbürgen; † 5. Dezember 1995 in Berlin) war ein deutsch-ungarisch-jüdisch-rumänischer Immunologe und Auschwitz-Überlebender. Er war der erste Lehrstuhlinhaber für Immunologie in Berlin. Die Theaterregisseurin und Schriftstellerin Eva Diamantsteinin ist seine Tochter.

## Leben
Diamantstein wurde als drittes Kind einer wohlhabenden Familie geboren und besuchte das Bolyai-Gymnasium seiner Heimatstadt. 1944 wurde er zusammen mit seinen Eltern und zwei Schwestern in das KZ Auschwitz deportiert. Seine Eltern und eine Schwester kamen in Auschwitz ums Leben, er und seine Schwester Eva überlebten und kehrten nach Neumarkt zurück. Er entschloss sich, Rumänien zu verlassen, zunächst wollte er nach Australien auswandern.
Er blieb jedoch in München, wo er ehemalige Leidensgenossen aus dem KZ Auschwitz wiedertraf und wegen einer Lungentuberkulose mehrere Monate in einem Sanatorium verbringen musste. In München lernte er auch seine spätere Frau, die Pfarrerstochter Ruth Elsell, kennen. Er begann in München ein Studium der Biochemie, seine Frau studierte Jura. Sie hatten drei eigene Kinder, nahmen jedoch auch noch ein viertes Kind eines ehemaligen SS-Angehörigen in die Familie auf. 1959 promovierte Diamantstein an der TU München, wo er auch im Anschluss als Forschungsassistent weiter arbeitete. Er forschte über Probleme des Kalziumsstoffwechsels. 1964 habilitierte sich Diamantstein in Veterinärbiochemie an der FU Berlin, 1965 erfolgte die Umhabilitation in Physiologischer Chemie an der Medizinischen Fakultät der FU Berlin.
Anschließend wurde er zum Direktor der biochemischen und immunologischen Laboratorien des Hals-Nasen-Ohrenklinikums im Berliner Westendkrankenhaus ernannt.
1968 zählte er zu den ersten Wissenschaftlern, die das neu erbaute Klinikum Steglitz der FU bezogen. Nun begann eine „fruchtbare und erfolgreiche Zeit, in der Tibor Diamantstein zur Entstehung und Entwicklung der modernen Immunologie beigetragen hat“.
Zwischen 1959 und 1970 sind allein 317 Publikationen aus seiner Arbeitsgruppe hervorgegangen. Ab 1969 begann er mit Forschungen zur Immunologie: Er erforschte die Stimulierung der humoralen Immunantwort durch Polyanionen und die Möglichkeiten, die immunologische Toleranz durch die Gabe von Polyanionen zu brechen. Weiterhin wies er die Existenz verschiedener B-Zell-Subpopulationen nach. 1987 wurde das Institut für Immunologie am damaligen Klinikum Steglitz der FU Berlin gegründet, Diamantstein wurde sein erster Direktor und zum C4-Professor berufen. Das Klinikum Steglitz gehört heute administrativ zur Berliner Charité.
2006 fand ein Gedenksymposium für Diamantstein statt, ein Gebäude der Charité am Hindenburgdamm ist nach Diamantstein benannt.

## Preise und Mitgliedschaften
- Mitglied der Royal Society of Medicine
- New York Academy of Sciences
- Robert-Koch-Lehrstuhl der Humboldt-Universität zu Berlin
- Dr.-Friedrich-Sasse-Preis und Dr.-Friedrich-Sasse-Medaille in Gold (1990)